# エセルダ・ブレーブトリー
エセルダ・マーガレット・ブレーブトリー（Ethelda Marguerite Bleibtrey, 1902年2月14日 - 1978年5月6日）は、アメリカ合衆国ニューヨーク州ウォーターフォード出身のアメリカ人女子競泳選手である。1920年アントワープオリンピックで100m自由形・300m自由形・400mリレーの三冠を達成した。オリンピック女子競泳で三冠を達成したのはブレーブトリーが史上初。

## 経歴
1920年、アントワープオリンピックに出場した。本来は背泳ぎの選手だが、アントワープオリンピックでは背泳ぎ種目が採用されなかったので自由形にエントリーした。100m自由形は準決勝で1:14.4の世界新記録を出し、1位通過。決勝では準決勝の記録を更新する1:13.6の世界新記録を再び出し、優勝した。300m自由形でも予選で4:41.4の世界新記録を出し、1位通過。決勝では予選の記録を大幅に更新する4:34.0を出し、2冠を達成した。400mリレーでも5:11.6の世界新記録を出し、女子競泳史上初の三冠を達成した。